# Alain Brunet (réalisateur)
Pour les articles homonymes, voir Alain Brunet et Brunet.

Alain Brunet, né en 1939, est un réalisateur français.

## Biographie
Après avoir réalisé deux longs métrages sortis en France au début des années 1970, Alain Brunet a tourné une coproduction franco-iranienne, Atash-e jonoob.
Il s'est spécialisé ensuite dans l'étude du cinéma iranien.

## Filmographie

### Producteur

#### Cinéma
- Merveilles d'Iran
- Paris Duset Daram

#### Télévision
- Madar Dareje Sefr

### Réalisateur
- 1969 : Du blé en liasses (film sorti en 1974)
- 1973 : Le Solitaire
- 1976 : Atash-e jonoob
- 1982 : Les Filles de Grenoble de Joël Le Moign
- 1984 : Que la vérité est amère de Jean Moulin
- Halabja, 5 000 morts et 5 000 jours après
- Les Baptistes d'Iran
- Iran, Des femmes remarquables
- Artisanat du Kurdistan
- Merveilles d'Iran
- Mariage à l'iranienne
- Histoire du cinéma iranien
- Le fou des livres
- 150 conférences-débats à travers la France en accompagnement du film iranien de Bani Etemad : Sous la peau de la ville
- L'affaire Buffet Bontemps

### Scénariste
- La guerre Iran-Irak
- L'affaire Buffet Bontemps
- Mains basses sur la France (l'affaire Caraman)
- L'affaire Thévenin
- Les Anges du malheur
- Les larmes du soleil

### Conseiller technique
- Le Soldat, conseiller technique

### Clips musicaux
- Les clips de musique arabe 1970-1975 Liban-Égypte : 350 clips : Farid El Atrache, Sabbah, Wadi Safi, Taroub, Faiza Ahmed, Fad Bellan...

## Théâtre
- Connection de Jack Gelber (en) mise en scène Jean Collomb : Jean Hebert
- Hommes de John Herbert Théâtre de l'Athénée de René Dupuy : Roland Blanche, Georges Staquet
- × (Inserts) de John Byrum de Niels Arestrup : Niels Arestrup
- Omphale and the Hero de John Herbert
- Chère Madame

## Publications
- Les Baptistes d'Iran, avec Massoud Forouzandeh et Abbas Tahvildar, Key Presse, 2001
- Bani Etemad : Une pasionaria iranienne, L'Harmattan, 2013